# Frances Cornford

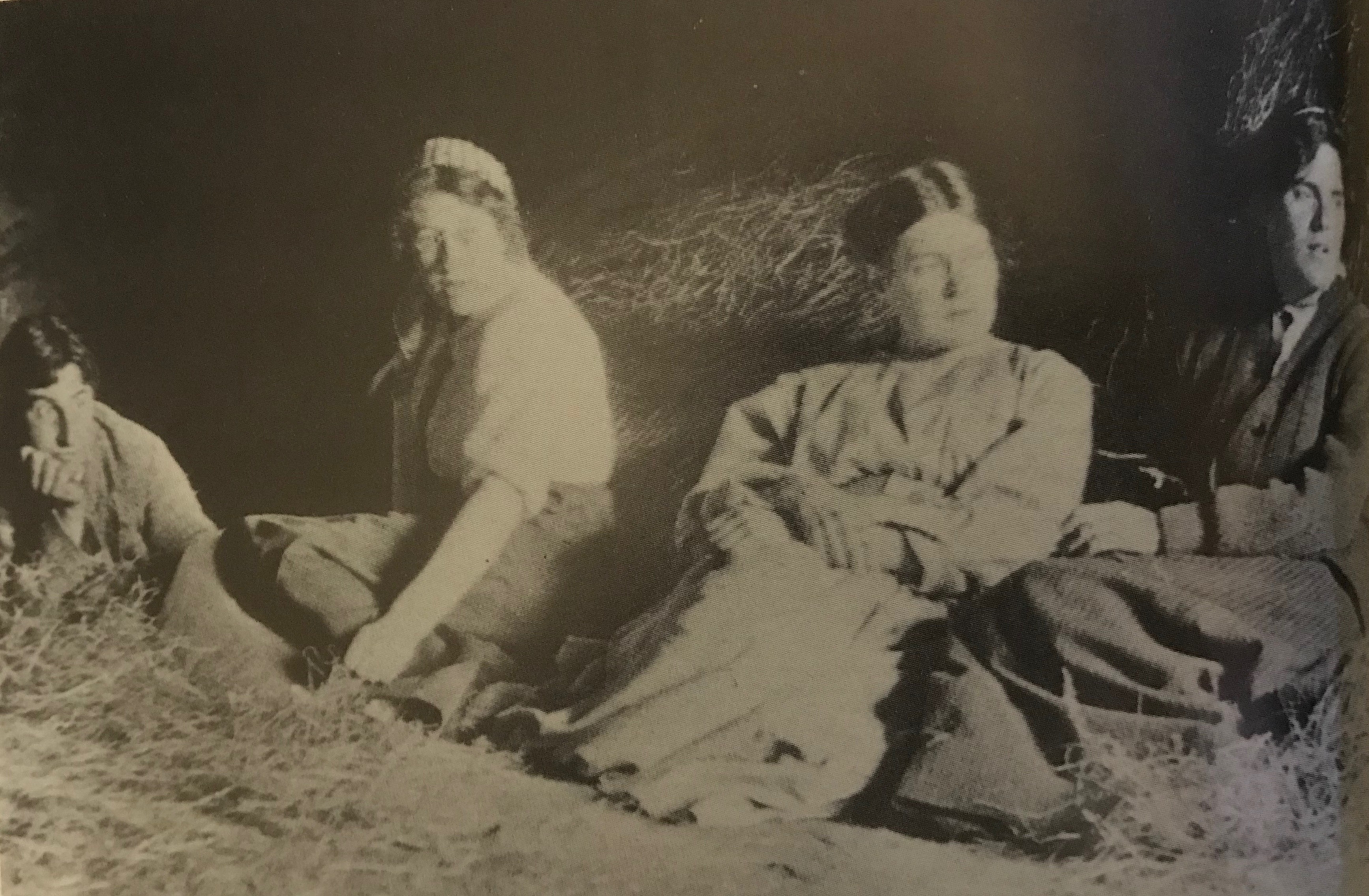
Frances Cornford (rechts außen) im Jahr 1912; bei den übrigen abgebildeten Personen handelt es sich von links nach rechts um den Maler Jacques Raverat, die Sozialistin Katherine Laird Cox und die Künstlerin Gwen Raverat

Frances Crofts Cornford (* 30. März 1886 in Cambridge als Frances Crofts Darwin; † 19. August 1960 ebenda) war eine britische Dichterin.

## Leben
Frances Darwin kam 1886 in Cambridge als Tochter des Botanikers Francis Darwin (1848–1925) und der Anglistikdozentin Ellen Wordsworth Darwin (1856–1903), geb. Crofts, zur Welt. Ihr Großvater väterlicherseits war der berühmte Naturforscher Charles Darwin (1809–1882), ihr Halbbruder väterlicherseits war der Autor und Golfexperte Bernard Darwin (1876–1961). Auch weitere Mitglieder der Familie Darwin waren in der Öffentlichkeit bekannt; eine besondere Rolle in Frances’ Leben nahmen jedoch insbesondere die Familien ihrer Onkel George und Horace ein, mit deren Kindern sie zeitlebens eng befreundet war. Frances Darwin wuchs in behüteten Verhältnissen in Cambridge in einem akademischen Umfeld und somit in engem Kontakt mit der University of Cambridge auf und erhielt eine private Schulausbildung; wesentliche Teile ihrer Kindheit verbrachte sie mit ihren Cousinen und Cousins. Als sie 17 Jahre alt war, verstarb ihre Mutter, und die Familie zog daraufhin für kurze Zeit nach London, um bald darauf wieder nach Cambridge zurückzukehren. Dort verbrachte sie große Teile ihres Erwachsenenlebens.
1909 heiratete sie den Altphilologen Francis Macdonald Cornford (1874–1943), ein Dozent und später Professor in Cambridge. Das Ehepaar bekam in den nächsten Jahren fünf Kinder, darunter den Kommunisten und Dichter John Cornford (1915–1936) und den Künstler Christopher Cornford (1917–1993). Das Zuhause der Familie in Cambridge wurde bald ein Treffpunkt zahlreicher Intellektueller und Künstler; zum Freundeskreis des Ehepaars gehörten der Philosoph Bertrand Russell, der Historiker Goldsworthy Lowes Dickinson, der Bildhauer und Grafiker Eric Gill und der Maler William Rothenstein. Von letzterem ist auch eine Porträtzeichnung Frances Cornfords überliefert. Frances durchlebte in ihrem gesamten Leben mehrere depressive Phasen, von denen sie sich jeweils nur langsam erholte. Ursprünglich atheistisch erzogen, bekannte sie sich später zur Church of England. Sie starb 74-jährig im Sommer 1960 in Cambridge an Herzversagen und liegt auf dem damaligen St.-Giles-Friedhof ihrer Heimatstadt begraben, der heute unter dem Namen Ascension Parish Burial Ground bekannt ist. Archivalien mit Bezug zu ihr und ihrem Leben befinden sich im Besitz der University of Cambridge.

## Werk
Cornford begann erste Gedichte als 16-Jährige zu verfassen und konnte sich im Laufe ihres Lebens den Ruf einer begnadeten, wenngleich nicht allzu sehr bekannten Dichterin erarbeiten. Ihr erstes Gedichtband Poems wurde 1910 veröffentlicht, gefolgt zwei Jahre später von einem moralischen Theaterstück mit dem Titel Death and the Princess. Weitere Gedichtbände wurden sporadisch im Laufe der folgenden Jahrzehnte publiziert. Mehrerer ihrer Gedichte wurden später in Anthologien aufgenommen, insbesondere To a Fat Lady Seen from a Train, das bereits in ihrem allerersten Gedichtband erschien. In den Augen von Geoffrey Keynes zeichnet sich ihr Werk durch „kurze, often sinnspruchartige Gedichte“ aus, die „durch visuelle Schärfe und leisen Humor charaktisiert“ sind. 1959 erhielt sie für ihr Werk die Queen’s Gold Medal for Poetry. Ferner veröffentlichte sie zwei Übersetzungen, zunächst mit Esther Salaman eine Auswahl russischer Gedichte (1943) und dann mit Stephen Spender eine Sammlung von Werken des surrealistischen Dichters Paul Éluards aus dem Französischen (1950).
Cornford stand im Austausch mit anderen Dichtern wie Rupert Brooke, Christopher Hassall und Edward Marsh, deren kritische Hinweise sie schätzte. Vom Einfluss der bekanntesten zeitgenössischen englischsprachigen Dichter, T. S. Eliot und Ezra Pound, blieb ihr Werk dagegen fast unberührt. Mehrerer ihrer Veröffentlichungen wurden von befreundeten oder verwandten Künstlern illustriert, vor allem von ihrer Cousine Gwen Raverat.

## Werke
Gedichtbände
- Poems. The Priority Press, London 1910.
- Spring Morning. The Poetry Bookshop, London 1915.
- Different Days. Hogarth Press, London 1928.
- Mountains and Molehills. Illustriert von Gwen Raverat. Cambridge University Press, Cambridge 1934.
- Travelling Home. Illustriert von Christopher Cornford. Cresset Press, London 1948.
- Collected Poems. Cresset Press, London 1954.
- On a Calm Shore. Cresset Press, London 1960.

Übersetzungen
- mit Esther Salaman: Poems from the Russian. Faber & Faber, London 1943
- mit Stephen Spender: Paul Éluard: Le Dur Désir de Durer. Illustriert von Marc Chagall. The Trianon Press, London 1950.

Theaterstücke
- Death and the Princess: A Morality. Bowes and Bowes, Cambridge 1912.